# Hermann Giliomee
Hermann Buhr Giliomee (* 4. April 1938 in Sterkstroom, Kapprovinz) ist ein südafrikanischer Historiker, Politologe, Autor und Kolumnist, der als einer der renommiertesten südafrikanischen Gesellschaftswissenschaftler der Gegenwart gilt. Er wirkte von 1983 bis 2002 als Professor für Politikwissenschaften an der Universität Kapstadt und ist seitdem außerordentlicher Professor für Geschichte an der Universität Stellenbosch.

## Leben
Hermann Giliomee wurde 1938 in Sterkstroom geboren und absolvierte von 1956 bis 1961 ein Studium der Geschichte an der Universität Stellenbosch, an der er 1971 auch promovierte. Nach dem Ende seines Studiums war er zunächst 1963/1964 für das südafrikanische Außenministerium tätig, von 1967 bis 1982 fungierte er dann als Dozent an der Universität Stellenbosch. In den Jahren 1973 und 1977/1978 wirkte er als Postdoktorand an der Yale University sowie 1982/1983 als Jan-Smuts-Fellow an der University of Cambridge. Von 1983 bis 2002 war er Professor für Politikwissenschaften an der Universität Kapstadt, seitdem hat er eine außerordentliche Professur für Geschichte an der Universität Stellenbosch inne. Von 1995 bis 1997 fungierte er als Präsident des South African Institute of Race Relations.
Hermann Giliomee, der als politisch liberal gilt und vor 1990 als Kritiker der Apartheid in Erscheinung trat, war 1984 Mitbegründer der afrikaans-sprachigen Monatszeitschrift Die Suid-Afrikaan. Darüber hinaus veröffentlichte er in den 1980er und 1990er Jahren regelmäßig in verschiedenen südafrikanischen Tageszeitungen, so in der Cape Times und der Rand Daily Mail. Seitdem schreibt er eine politische Kolumne für die Zeitungen Die Burger, Beeld und Volksblad. Er ist Autor einer Reihe akademischer Veröffentlichungen und mehrerer Bücher zur Geschichte und Politik Südafrikas sowie zum Verhältnis zwischen den verschiedenen Volksgruppen im Land. Als seine wichtigsten Werke gelten eine historische Abhandlung über die Buren mit dem Titel The Afrikaners – Biography of a People, die von verschiedenen Kritikern als sein Opus magnum bezeichnet wurde, sowie das zusammen mit Bernard Mbenga verfasste Buch New History of South Africa.
Hermann Giliomee lebt in Stellenbosch. Er ist seit 1965 verheiratet und Vater von zwei Töchtern.

## Werke (Auswahl)
- Ethnic Power Mobilized: Can South Africa Change? New Haven 1979 (als Mitautor)
- The Parting of the Ways: South African Politics 1976–1982. Kapstadt 1982
- Up Against the Fences: Poverty, Passes, and Privilege in South Africa. New York 1985 (als Mitautor)
- Negotiating South Africa’s Future. New York 1989
- From Apartheid to Nation-Building. Kapstadt und New York 1990 (als Mitautor)
- The Awkward Embrace: One-Party Domination and Democracy. Amsterdam 1999 (als Mitautor)
- The Afrikaners – Biography of a People. Kapstadt 2003
- New History of South Africa. Kapstadt 2007 (als Mitautor)